# Seznam ruskih slikarjev
Seznam ruskih slikarjev.

## A
- Semjon Abugov (1877 – 1950)
- Taisija Afonina (1913 – 1994)
- Leonid Afremov (1955 – 2019)
- Afrika (pravo ime Sergej Bugajev) (*1966)
- Ivan Konstantinovič Ajvazovski (1817 – 1900)
- Nina Ajzenberg
- Ivan Akimov (1754/5 – 1814)
- Meer Akselrod (1902 – 1970) (Belorus)
- Stepan Aleksandrovski (1842 – 1906)
- Fjodor Aleksejev (~1753/5 – 1824)
- Sergej Alfjorov (1951 – 2004)
- Natan Altman(n) (1889 – 1970)
- Olga Amosova-Bunak (1887/8 – 1965/70)
- Nikolaj Andrejev (1873 – 1932)
- Vjačeslav Andrejev (1890 – 1945)
- Andrej Andrianov
- Nikolaj Andronov (1929 – 1998)
- Boris Anisfeld (1879 – 1973)
- Jurij Annenkov (1889 – 1974)
- Nikolaj Anohin (*1966)
- Jevgenija Antipova (1917 – 2009)
- Aleksej Antonov (*1957)
- Fjodor Antonov (1904 – 1990)
- Aleksej Antropov (1716 – 1795)
- N. V. Anzimirova
- Aleksander Apsit (1880 – 1944)
- Vera Aralova (1911 – 2001)
- Aleksandr Arefiev (1931 – 1978)
- Ivan Argunov (1729 – 1802)
- Abram Arhipov (1862 – 1930)
- Aleksej Aronov
- Zaven Aršakuni
- Georgij Artjomov (1892 – 1965)
- Mariam Aslamazian (1907 – 2006) (Armenka)
- Oleg Averčenkov
- Aleksander Averin (*1952)
- Mihail Avilov (1882 – 1954)
- Vasilij Avrorin
- Zair Azgur (1908 – 1995)

## B
- Aleksej Babičev
- Sergej Babkov (1920 – 1993)
- Auguste Baillayre (fr.-gruz.-rus.-moldavsko-romun.)
- Jevgenija Bajkova (1907 – 1997)
- Léon Bakst (Lev S. Rozenberg) (1866 – 1924)
- Vasilij Bakšejev (1862 – 1958)
- Albert Bakun (*1946)
- Irina Baldina (1922 – 2009)
- Vladimir Baranov-Rossine (1888 – 1944)
- Aleksandr Bartov
- Nikolaj Baskakov (1918 – 1993)
- Marija Baškirceva (1858 – 1884)
- Konstantin Batinkov (*1959)
- Sofia Baudouin de Courtenay 1889-1967 (rus.-poljska)
- Vsevolod Baženov (1908 – 1986)
- Jelena Belašova
- Sergej Bender (*1955)
- Albert Benois/Бенуа́ (1852 – 1936)
- Aleksander Benois/Бенуа́ (1870 – 1960)
- Nadja Benois/Benuá (1896 – 1975)
- Mihail Berkos (1861 – 1919)
- Leonid Berlin (1925 – 2001)
- Jevgenij Berman (1899 –  1972)
- Mihail Bernštejn (1875 – 1960)
- M. M. Bespalov
- Ivan Bilibin (1876  – 1942) (ilustrator, slikar, scenograf)
- Vasilij Bobrov
- Olga Bogajevskaja (1915 – 2000)
- Nikolaj Bodarjevski (1850 – 1921)
- Konstantin Bogajevski (1872 – 1943) (ukr.-niz.)
- Ivan Petrovič Bogdanov (1855 – 1932)
- Nikolaj Bogdanov-Belski (1868 – 1945)
- Aleksej Bogoljubov (1824 – 1896)
- Aleksandr Bogomazov (1880 – 1930)
- Gleb Bogomolov (1933 – 2016)
- Ksenija Boguslavska (1892 – 1972)
- Mihajlo Bojčuk (1882 – 1937) (ukrajinski)
- (Timofij Bojčuk 1896–1922; ukrajinski)
- Vladimir Stepanovič Boldirjev (1911 - 1993)
- Sergej Bordačov (*1948)
- Aleksander Aleksejevič Borisov (1866 – 1934)
- Viktor Borisov-Musatov (1870 – 1905)
- Oleg Borodin
- Vladimir Borovikovski (1757 – 1825)
- Mihail Botkin (1839 – 1914)
- Dmitri Bouchéne (1893 – 1993)
- Osip Braz (1872 – 1936)
- Vincenzo Brenna (1747 – 1820)
- Aleksander Brjulov (1798 – 1877)
- Karl (Pavlovič) Brjulov (1799 – 1852)
- Pavel A. Brjulov (1840 – 1914)
- Valerij Brjusov ? (1873 – 1924)
- Nadežda Brjusova (1881 – 1951)
- Isaak Brodski (1884 – 1939)
- Fjodor A. Bronnikov (1827 – 1904)
- Fjodor (Fidelio) Bruni (1799 – 1875)
- Miša Brusilovski (1931 – 2016)
- Griša Bruskin (*1945)
- Aleksandr Bubnov (1908 – 1964)
- Varvara Bubnova (1896 – 1983)
- Pjotr Bučkin (1886 – 1965)
- Ivan Bugajevski-Blagodarni/-datni? (1773 – 1859)
- Aron Buh (1923 – 2006)
- Erik Bulatov (*1933)
- David Burljuk (1882 – 1967)
- Nikolaj Burljuk (1890 – 1920)
- Vladimir Burljuk (1886 – 1917)
- A. K. Burov

## C
- Francesco Camporesi (1747 – 1831)
- Louis Caravaque (1684 – 1754)
- Grigorij Cejtlin (1911 – 1999)
- Oleg Celkov (*1934) (francosko-ruski)
- Zurab Cereteli (*1934)
- Marc Chagall (Mark Šagal) (1887 – 1985)
- Mary Chambers (Meri Čembrs)
- Israel Cvajgenbaum (*1961) (rus.-judovsko-amer.)

## Č
- Ana Čarina
- Nikolaj Čaruhin (1934 – 2009) (oblikovalec propagandnih plakatov...)
- Ilja Časnik (1902 – 1929)
- Sergej Čehonin /Tchehonine (1878 – 1936)
- Nikolaj Čehov (1858 – 1889)
- Vladimir Čekalov (1922 – 1992)
- Pavel Čeliščev (Pavel Tchelitchew) (1898 – 1957)
- Vladimir Čerkasov
- Jakov Černihov
- Pavel Čistjakov (1832 – 1919)
- Jevgenij Čubarov (1934 – 2012)
- Semjon Čujkov (1902 – 1980)
- Ivan Čujkov (*1935)
- Fjodor Čumakov (1823 – 1899)

## D
- Aleksander Dejneka (1899 – 1969)
- Sonia Delaunay-Terk (1885 – 1979)
- Olga Della-Vos-Kardovskaja (1875 – 1952)
- Sergej Demidenko
- Nikolaj Dmitrijev-Orenburgski (1838 – 1898)
- V. V. Dmitrijev
- Mstislav Dobužinski (1875 – 1957)
- Nikolaj Dolgorukov (1902 – 1980)
- Aleksandr Drevin (1889 – 1938)
- D. A. Dubinski
- Nikolaj Dubrovskoj (1859 – 1918)

## E
- Aleksandra Ekster (1882 – 1949)
- Nadežda Elskaja (Jelskaja?) (1946 – 1980)
- Boris Ender (1893 – 1960)
- Jurij Ender (1898 – 1963)
- Ksenija Ender (1895 – 1955)
- Marija Ender (1897 – 1942)
- Aleksej Erjomin /Jerjomin (1919 – 1998)

## F
- Robert Falk (1886 – 1958)
- Vladimir Favorski (1886 – 1964)
- Pavel Fedotov (1815 – 1852)
- Mojsej Fejgin (1904 – 2008)
- Nikolaj Fešin/Fečin/Fechin (1881 – 1955) (rus.-amer.)
- Viktor Filipov (1930 – 1998)
- Andrej Filipov (*1959)
- Pavel Filonov (1883 – 1941)
- Konstantin Finogenov (1902 – 1989)
- Peter Fišman (*1955)
- Viktor Fjodorov Letjanin (1921 – 2009)
- F. F. Fjodorovski
- Boris Fogel (1872 – 1961)
- Sergej Fokin (biolog)
- Vladimir Fomin (*1963)
- Artur Fonvizin (1883 – 1973)
- Rudolf Frentz (1831 − 1918) (nemško-ruski)
- Rudolf R. Frentz (Frenc) (1888 – 1956)

## G
- Nikolaj Galahov (*1928)
- Aleksej Gan (1887/93? –1942)
- Nikolaj Ge (De Gay) (1831 – 1894)
- Robert Genin (1884 – 1941) (tudi v tujini)
- Nina Genke (Nina Henke-Meller) (1893 – 1954)
- Aleksander Mihajlovič Gerasimov (1881 – 1963)
- Andrej Viktorovič Gerasimov (*1962)
- Sergej Vasiljevič Gerasimov (1885 – 1964)
- Aleksandr Gerštejn (*1938)
- Irina Getmanskaja (*1939)
- Aleksej Gintovt (*1965)
- Mkrtič Givanjan (1848 – 1906)
- Ilja Glazunov (1930 – 2017)
- Ivan Glazunov (*1969)
- Grigorij Gluckmann (1898 – 1973)
- Aleksandr Golicin
- Aleksandr Golovin (1863 – 1930)
- Andrej Gončarov (1903 – 1979)
- Natalija Gončarova (1881 – 1962)
- Apolinarij Goravski (1833 – 1900)
- Konstantin Gorbatov (1876 – 1945)
- Kirill Gorbunov (1822 – 1893)
- Vladimir Gorski/Gorsky (1953 – 2008) (rusko-ameriški)
- Igor E. Grabar (1871 – 1960)
- Mitrofan Grekov (1882 – 1934)
- Vladimir Gremickih
- Aleksej Gricaj (1914 – 1998)
- Aleksandr Grigorjev (1891 – 1961)
- Boris Grigorjev (1886 – 1939)
- Nikolaj Grigorjev (1880 – 1943)
- Sergej Grigorjev (1910 – 1988)
- Olga Grigorjeva-Klimova (1984 -) (Ukrajina)
- Nikolaj Grinberg
- Grosicki (1934 – 2017)
- Abram Gruško (1918 – 1980)
- Jelena Guro (-Matjušina) (1877 – 1913)
- Dmitrij Gutov (*1960)
- Zinovij Gržebin (1877 – 1929) (ilustrator)

## H
- Lena Hades (rus. Lena Hejdiz) (*1959)
- Aleksej Vasiljevič Hanzen (1876 – 1937) (rusko-dubrovniški)
- Aleksandr Haritonov (1932 – 1993)
- Nikolaj Haritonov (1880 – 1944)
- Viktor Hartmann (Gartman) (1834 – 1873)
- Nadja Hodasevič (Grabowski) Léger (1904 – 1983) Nadia Khodossiévitch-Léger  (rusko-poljsko-francoska)
- Nikolaj Hrustačev (1883 – 1960)
- Oleg Hvostov (*1972)

## I
- Konstantin Iljin
- Boris Ioganson (Johanson) (1893 – 1973)
- Karel Ioganson (1890 – 1924)
- Nikolaj Issajev (1891 – 1977)
- Nikolaj Iscelenov (1891 – 1981)
- Konstantin Isstomin  (1887 – 1942)
- (Denis in) Pavel Istomin
- Jurij Istratov (1928 – 2007)
- Aleksandr Išin (1941 – 2015)
- Aleksandr Ivanov (1806 – 1858)
- Sergej Ivanov (1864 – 1910)

## J
- Tetjana Jablonska (1917 – 2005)
- Valerij Ivanovič Jakobi / Jacobi (1834 – 1902)
- Aleksandr Jakovljev (1887 – 1938)
- Boris Jakovljev (1890 – 1972)
- Mihail Jakovljev (1880 – 1942)
- Vasilij Jakovljev (1893 – 1953)
- Vladimir Jakovljev (1934 – 1998)
- Marija Jakunčikova-Weber (1870 – 1902)
- A. N. Jar-Kravčenko
- Jurij Jarkih (Jarki) (*1938)
- Stepan Jarovij (1913 – 1988) (Ukrajina)
- Nikolaj Jarošenko (1846 – 1898)
- Ivan Jazev (1914 – 2011)
- Boris Jefimov (1900 – 2008) (politični karikaturist)
- Aleksej Jegorov (~1776 – 1851)
- Aleksej Javlenski (1864 – 1941)
- Andrej Javlenski (1902 – 1984)
- German Jegošin (1931 – 2009)
- Nikolaj Jelnov
- Vera Jermolajeva (1893 – 1937)
- Irina Jermolova
- Aleksej Jerjomin (1919 – 1998)
- Nikolaj Jevgrafov (1903 – 1941)
- Solomon Judovin (1892 – 1954)
- Konstantin Juon (1875 – 1958)
- Aleksej Jusupov (1889 – 1957)

## K
- Leonid Kabaček
- Ilja Kabakov (1933 – 2023)
- Viktor Kabanov (1924 – 2007)
- Ilja Kac (1908 – 1992)
- Jevgenij Kacman (1890 – 1976)
- David Kakaradze (1889 – 1952)
- E. F. Kalin
- Vjačeslav Kalinin (*1939)
- Nikolaj Kalmakov (1873 – 1955)
- Grigorij Kalmikov (1873 – 1942)
- Lev Lvovič Kamenjev (1834 – 1886)
- Vasilij Kamenski (1864/6? – 1944)
- Vasilij Kandinski (1866 – 1944)
- Mihail Kanejev (1923 – 1983)
- Grigorij Kapustin (1865 – 1925)
- Boris Karafelov (*1946)
- Nikolaj Karazin (1842 – 1908)
- Dmitrij Kardovski (1866 – 1943)
- Nikolaj Kasatkin (1859 – 1930)
- Ivan Kazakov (1873 – 1935)
- Georgij Kibardin (1903 – 1963)
- E. A. Kibrik
- Ilmar Kimm
- Orest Adamovič Kiprenski (1782 – 1836)
- Aleksandr Kiprijanov (1919 – 1969)
- Pjotr Kiprijanov (1925 – ?)
- Anatolij Aleksandrovič Kirejev (1935 – 2004)
- Vladimir Kirejev (*1944)
- Stepan Kirićenko (1911 – 1988) (Ukrajina)
- Aleksandr Kiseljov (1838 – 1911)
- Konstantin Kitajka (1914  – 1962)
- Aleksej Kivšenko (1851 – 1895)
- Irina Klestova (1908 – 1989)
- Julij Klever (1850 – 1924)
- Natalija Klimova 1991?
- Ivan Kljun (Kljunkov) (1873 – 1943)
- Mihail Klodt (Clodt von Jürgensburg) (1832 – 1902)
- Peter/Pjotr Klodt (Clodt von Jürgensburg) (1805 – 1867)
- Gustav Klucis (1895 – 1938)
- Konstantin Kluge (1912 – 2003)
- Stepan Kolesnikov (1879 – 1955)
- Karl Kollmann (1786 – 1846)
- Vitalij Komar (*1943)
- Boris Komarov
- Jelena Komarova
- Pjotr P. Končalovski (1876 – 1956)
- Natta Koniševa (*1935)
- Aleksandra Konovalova (1889 – 1952)
- Maja Kopiceva (1924 – 2005)
- Tatjana Kopnina (1921 – 2009)
- Jevgenij Kropivnicki (1893 – 1979)
- Valentina Koprivnickaja (1924 – 2008)
- Pavel Korin (1892 – 1967)
- Boris Kornjejev (1922 – 1973)
- Boris Koroljov
- Konstantin Korovin (1861 – 1939)
- Sergej Korovin (1859 – 1908)
- Aleksander Korovjakov (1912 – 1993)
- Valentin Korotkov
- Gelij Koržev-Čuveljov (1925 – 2012)
- Aleksandr Kosolapov (*1943)
- Jelena Kostenko (1926 – 2019)
- Nikolaj Kostrov (1901 – 1995) in Anna Kostrova (1909 – 1994)
- Valerij Košljakov (*1962)
- Vasilij Kotarbinski (1849 – 1921)
- Pavel Kovalevski (1843 – 1903)
- Georgij Kovenčuk (1933 – 2015)
- Pavlo Kovžun (1896 – 1939) (Ukrajinec)
- Mihail Kozell (1911 – 1993)
- Engels Kozlov (1926 – 2007)
- Aleksandr Kozlovski
- Marina Kozlovska(ja) (1925 – 2019)
- Simon Kožin (*1979)
- Aleksej Kožuhin (1835 – 1894)
- Josif Kračkovski (1854 – 1914)
- Ivan N. Kramskoj (1837 – 1887)
- Dmitrij Krasnopevcev (1925 – 1995)
- Nikolaj Krasovski (1840 – 1896)
- Sergej Kremnjov (*1953)
- Jaroslav Krestovski (1925 – 2003)
- Fedir Kričevski (1879 - 1947)
- Porfirij Krilov (1902 – 1990)
- Nikolaj Krimov (1884 – 1958)
- Anatolij Krivolap (*1946) (Ukrajinec)
- Konstantin Križicki (1858 – 1911)
- Lev Kropivnicki (1922 – 1994)
- Ivan Kudrjašov (1896 – 1972)
- Oleg Kudrjašov (*1932)
- Jurij Kugač (1917 – 2013)
- Andrei Kugajevski (*1958)
- Arhip Kuindži (~1842 – 1910)  (grškego-pontskega rodu)
- Valentina Kulagina-Klucis (1902 – 1987)
- Nikolaj Kulbin (1868 – 1917)
- Ivan Kulikov (1875 – 1941)
- Tatjana Kuperwasser (1903 – 1972)
- N. N. Kuprejanov
- Mihail Kuprijanov (1903 – 1992)
- Aleksandr Kuprin (1880 – 1960)
- Ivan Kuskov (1927 – 1997)
- Boris Kustodijev (1878 – 1927)
- Nikolaj Kuznjecov (1850 – 1929)
- Pavel Kuznjecov (1878 – 1968)
- Vladimir Kuš (*1965)
- Isaak Kušnir ?

## L
- Aleksandr Labas (1900 – 1983)
- Aleksandr Laktionov (1910 – 1972)
- Jevgenij Lansere (Lanceret/Lanceray) (1875 – 1946)
- Andrej Lanskoj (1902 – 1976)
- Georgij Lapšin (1885 – 1950)
- Mihail Larionov (1881 – 1964)
- Sergej Lastočkin
- Boris Lavrenko (1920 – 2001)
- Klavdij Lebedjev (1852 – 1916)
- Mihail Lebedjev (1811 – 1837)
- Vladimir V. Lebedjev (1891 – 1967)
- Anton Legašov (1798 – 1865)
- Emilija Lekač
- Feliks Lemberski (1913 – 1970)
- Kirill Lemoh (1841 – 1910)
- Tamara Lempicka (1898 – 1980)
- Aristarh Lentulov (1882 – 1943)
- Dmitrij Levicki (1735 – 1822)
- Isaak Levitan (1860 – 1900)
- Anatolij Levitin (1922 – 2018)
- Dmitrij Levitin (*1950)
- El Lisicki (Lazar Markovič Lissicki) (1890 – 1941)
- Georgij Litičevski (*1956)
- Pjotr Litvinski (1927 – 2009)
- Aleksandr Ljubimov (1879 – 1955)
- Aleksandr Lobanov (1924 – 2003)
- Oleg Lomakin (1924 – 2010)
- Polina Lučanova
- Jevgenija Lurje (por. Pasternak) (1898 – 1966)

## M
- Jevgenija Magaril
- Dmitrij Majevski (1917 – 1992)
- Ivan Makarov (1822 – 1897)  Smrt: 9. april 1897
- Aleksandr Makovski (1869 – 1924)
- Konstantin Makovski (1839 – 1915)
- Vladimir Makovski (1846 – 1920)
- Vasilij Maksimov (1844 – 1911)
- Kazimir Severinovič Malevič (1878 – 1935)
- Filip Maljavin (1869 – 1940)
- Sergej Maljutin (1859 – 1937)
- Irina Mamajeva
- Matvej Manizer (1891 – 1966)
- Pavel Mansurov (Mansouroff) (1896 – 1983)
- Ivan Marčuk (*1936) (Ukrajinec)
- Lidija Masterkova (1927 – 2008)
- Ilja Maškov (1881 – 1944)
- Mihail Matjušin (1861 – 1934)
- Andrej Matvejev (1701/2 – 1739)
- Nikolaj Mazur
- Igor Medvedjev (1931 – 2015)
- Konstantin Medunecki
- Aleksander Melamid (*1945)
- G. S. Melihov
- Konstantin Melnikov (1890 – 1974)
- Vadim Meller (1884 – 1962)
- Boris Messerer (*1933)
- Arsenij Meščerski (1834 – 1902)
- Pavel Meščerjakov
- Vasilij Meškov (1893 – 1953/63?)
- Ana Mihajlova
- Jevgenij Mihnov-Vojtenko (1932 – 1988)
- Nikolaj Milioti (1874 – 1962)
- Andrej Miljnikov (1919 – 2012)
- Adolf Milman (1886 – 1930)
- Sergej Miloradovič (1851 – 1943)
- Boris Milovidov (1902 – 1975)
- Sergej Mironenko (*1959)
- Pjotr Miturič (1887 – 1956)
- Grigorij Mjasojedov (1834 – 1911)
- Ivan Mjasojedov (1881 – 1953)
- Dmitrij Močalski (1908 – 1988)
- Apolon Mokricki (1810 – 1870) (ukrajinsko - ruski)
- Oleg Molčanov (*1966)
- Valentina Monahova (1932 – 2016)
- Aleksander Morozov (1835 –1904)
- Konstantin Morozov (1894 – 1990)
- Nikolaj Muho (1913 – 1986)
- Oleksandr Muraško (1875 - 1919) (Ukrajinec)

## N
- Dmitrij Nalbandjan (1906 – 1993) (Armenec)
- Irina Nahova (*1955)
- Heorhij (Georgij Ivanovič) Narbut (1886—1920) (Ukrajinec)
- Narbut
- V. Nariškin ?
- Mihail Natarevič (1907 – 1979)
- Pjotr Nazarov (1921 – 1988)
- Aleksandra Nedzvetskaja
- Timofej Neff (1804 – 1877)
- Vasilij Nemirovič-Dančenko (1845 – 1936)
- Vladimir Nemuhin (1925 – 2016)
- Mihail Vasiljevič Nesterov (1862 – 1942)
- Natalija Nesterova (*1944)
- Nikolaj Nevrev (1830 – 1904)
- Semjon Nikiforov (1877 – 1912)
- Ivan Nikitin (~1688 – 1741)
- Pavel Nikonov (*1930)
- Solomon Nikritin
- Georgij Nisski (1903 – 1987)
- Dmitrij Novicki
- Timur Novikov (1958 – 2002)
- Amšej Nurenberg (1887 – 1979)
- Lev Nusberg (*1937)

## O
- Aleksandr Oligerov
- Lev Orehov (1913 – 1992)
- Viktor Orešnikov (1904 – 1987)
- Boris Orlov (1925 – 1981)
- Vladimir Orlovski (1842 – 1914)
- Nikolaj Osenjev (1909 – 1983)
- Sergej Osipov (1915 – 1985)
- Aleksandr Osmjorkin (1892 – 1953)
- Anatolij Osmolovski (*1969)
- Ilja Ostrouhov (1858 – 1929)
- Anna Ostroumova-Lebedjeva (1871—1955)
- Vladimir Ovčinnikov (1941 – 2015)

## P
- Aleksej Pahomov (1900 – 1973)
- Sergej Panin
- Eduard Panov
- Ivan Pankov
- Konstantin Parhomenko
- Vladimir Parošin
- Leonid Osipovič Pasternak (1862 – 1945)
- Sergej Pavlenko (*1953) (rus.-britan.)
- Jurij Pavlov (*1935)
- Genrih Pavlovski (1907 – 1973)
- Jurij (Jehuda) Pen (1854 – 1937)
- Varlen Pen (1916 – 1990)
- Vasilij Perepljotčikov (1863 – 1918)
- Vasilij Perov (1833/4 – 1882)
- Konstantin Pervuhin (1863 – 1915)
- Anatol Petricki (1895 – 1964)
- Vasilij Petrov (1770 – 1810)
- Vladimir Petrov (*1945)
- Vladimir Petrov-Gladki (1948 – 2017)
- Kuzma Petrov-Vodkin (1878 – 1939)
- Pjotr Petrovičev (1874 – 1947)
- Antoine Pevsner (1886 – 1962)
- Valerij Pijanov (1940 – 2012)
- Jurij Pimenov (1903 – 1977)
- Mikola (Nikolaj) Pimonenko (1862 – 1912)
- Niko Pirosmani (P̓irosmanašvili) (1862 – 1918)
- Konstantin Piskorski (1892 – 1992)
- L. F. Piščalkin
- Andrej Piščalkin (1809/17 – 1892)
- Viktor Pivovarov (*1937)
- Vladimir Pjatnicki (1936 – 1978)
- Arkadij Plastov (1893 – 1972)
- Hariton Platonov
- Dmitrij Plavinski (1937 –  2012)
- Ivan Pohitonov (1850 – 1923)?
- Vasilij Polenov (1844 – 1927)
- Jelena Polenova (1850 – 1898)
- Valentin Poljakov (1915 – 1977)
- Nikolaj Ponomarjov (1918 – 1997)
- Viktor Popkov (1932 – 1974)
- Lukian Popov (1873 – 1914)
- Oleksandr Popov (1852 – 1919) (Ukrajina)
- Venjamin Popov (1869 – 1945)
- Ljubov Popova (1889 – 1924)
- Jevgenij Pozdnjakov (1923 – 1991)
- Nikolaj Pozdnjejev (1930 – 1978)
- Genadij Pravdin (*1962)
- Dmitrij Prigov (1940 – 2007)
- Ilarion Prjanišnikov (1840 – 1894)
- Anatolij Proškin (1907 – 1986)
- Mikola Protopopov (1876 – 1960)
- Jaroslav Pstrak (1878 – 1916) (Ukrajinec)
- Vasilij Pukirjev (1832 – 1890)
- Ivan Puni (Jean Pugny) (1892 – 1956)
- Aleksandr Pušnin (1921 – 1991)
- Vladimir Putejko (Ukrajinec)

## R
- Aleksandr Rabin (1952–1994/6) (rusko-ameriški)
- Oskar Rabin (1928 – 2018)
- Ljubov Rabinovič (1907 – 2001)
- Nikolaj Jefimovič Račkov (1825 – 1895)
- Pavel Radimov (1887 – 1967)
- Valentina Rahina (1932 – 2013)
- R. V. Raspopov
- Afanasij Razmaricin (1844 – 1917)
- Kliment Red'ko (1897 – 1956)
- Ilja Jefimovič Repin (1844 – 1930)
- Jurij Iljič Repin (1877 – 1954)
- Nikolaj Rerih /Roerich (1874 – 1947)
- Svetoslav Roerich (Svjatoslav Rerih) (1904 –1993) (rusko-indijski)
- Fjodor P. Rešetnikov (1906 – 1988)
- Arkadij Rilov (1870 – 1939)
- Andrej Rjabuškin (1861 – 1904)
- Georgij Rjazanski (1895 – 1952)
- Aleksander Rodčenko (1891 – 1956)
- Igor Rodionov
- Vera Rohlina - Schlesinger (1896 – 1934)
- Mihail Roginski (1931 – 2004)
- Oleksandr Rojtburd (1961 – 2021) (Ukrajinec)
- Andrej Rojter (1960 –)
- Fjodor Rokotov (1735/6 – 1808)
- Nikolaj Romadin (1903 – 1987)
- Semjon Rotninski (1915 – 2004)
- Franz Roubaud (1856 – 1928)
- Olga Rozanova (1886 – 1918)
- Aleksander Roždestvenski (1901 – 1998)
- Aleksandr Rubec (1953 –)
- Andrej Rubljov (~1360 – 1428)
- Franz Roubaud (Franc Rubo) (1856 – 1928)
- Marija Rudnicka(ja) (1916 – 1983)
- Jevgenij Ruhin (1943 – 1976)
- Lev Rusov (1926 – 1987)
- Nadja Ruševa (1952 – 1969)

## S
- Vladimir Sakson (1927 – 1988)
- Tahir Salahov (1928 – 2021) (azerbajdžansko-ruski)
- Aleksandr Samohvalov (1894 – 1971)
- Vasilij Samojlov
- Nikolaj Samokiš (1860 – 1944)
- Jelena Samokiš-Sudkovskaja (1863 – 1924)
- C. S. Sampilov
- Nikolaj Sapunov (1880 – 1912)
- Martiros Sarjan (1880 – 1972)
- Ivan Savenkov (1924 – 1987)
- Aleksandr Savinov (1881 – 1942)
- Gleb Savinov (1915 – 2000)
- Konstantin Savicki (1844 – 1905)
- Mihail Savicki (1922 – 2010)
- Vasilij Savinski (1859 – 1937)
- Aleksej Savrasov (1830 – 1897)
- Vladimir Seleznjov (1928 – 1991)
- Aleksandr Semjonov (1922 – 1984)
- Igor Senkin
- Zianida Serebrjakova (1884 – 1967)
- Josif Serebrjani (1907 – 1979)
- Valentin Serov (1865 – 1911)
- Vladimir Serov (1910 – 1968)
- Emily Shanks (Emilija Šanks) (1857 – 1936)
- Valerij Sidorov  (1956 –)
- Fedot Sičkov (1870 – 1958)
- Vladimir Simakov (*1951)
- Vasilij Sitnikov (1915 – 1987)
- Jelena Skuin (1908 – 1986)
- Afanasij Georgijovič Slastion (Slastionov) (1854 – 1933) (grafik, Ukrajinec)
- Fjodor Slavjanski (1817 – 1876)
- Andrew (Andrej) Smirnov (*1960)
- Galina Smirnova (1929 – 2015)
- Ruslan Smorodinov
- Igor Snegur (*1935)
- Antonina Sofronova (1892 – 1966)
- Leonid Sokov/"Juice" (1941 –)
- Mihail Ksenofontovič Sokolov (1885 – 1947)
- Nikolaj Sokolov (1903 – 2000) (Nikolaj Aleksandrovič Sokolov)
- Pavel Sokolov-Skalja (1899 – 1961)
- Pjotr Sokolov (st./ml.) (1791–1848 / 1821–1899)
- Konstantin Somov (1869 – 1939)
- Savelij Sorin (1878 – 1953)
- Jevgraf Sorokin (1821 – 1892)
- N. N. Sosunov
- Nikolaj Vladimirovič Stael von Holstein (1914 – 1955)
- Daniil Stepanov (1882 – 1937)
- Varvara Stepanova (1894 – 1958)
- Vladimir Stožarov (1926 – 1973)
- Sergej (Serge) Sudejkin (1882 – 1946)
- Rufin Sudkovski (1850 – 1885) (Ukrajinec)
- Sofija Suhovo-Kobilina (19.stol.)
- Nikolaj Sujetin (1897 – 1954)
- Aleksandr Sulimov (1963 –)
- Vasilij Surikov (1848 – 1916)
- Léopold Survage (1879 – 1968)
- Vladimir Sutejev (1903 – 1993) (ilustrator)
- Haim Sutin (Chaim Soutine) (1893 – 1943)
- Igor Suvorov (1932 –)
- Olga Suvorova (1966 –)
- Vadim Suvorov (Cirkulenko) (1986 –)
- Vasilij Svarog (1883 – 1946)
- Boris Svešnikov (1927 – 1998)
- Sergej Svetoslavski (Serhij Svjatoslavski) (1857 – 1931) (Ukrajinec)
- Sergej Svjatčenko (1952 –)  (Ukrajina)

## Š
- Jurij Šabelnikov (1959 –)
- Mark Šagal (Marc Chagall) (1887 – 1985)
- Dmitrij Šagin (1957 –)
- Olga Šagina
- Aleksej Šalajev
- Boris Šamanov (1931 – 2008)
- Jakov Šapiro (1897 – 1972)
- Aleksandra Ščekatihina-Potocka(ja) (1892 – 1967)
- Anatolij Ščerbakov (1939 – 2009)
- Dmitrij Ščerbinovski (1867 – 1926)
- Ivan Ščupak
- Grigorij Šegal (1889 – 1956)
- Mihail Šemjakin (*1943)
- Nikolaj Šestakov
- Taras Ševčenko (1814 – 1861) (Ukrajinec)
- Silvestr Ščedrin (1791 – 1830)
- Semjon Ščedrin (1745 – 1804)
- Aleksandra Ščekatinina-Potockaja
- Vasilij Šebujev (1777 – 1855)
- Aleksander Ševčenko (1883 – 1948)
- Mihail Šibanov (?  –)
- Aleksandr Šilov (1943 –)
- Vladimir Šinkarjev (1954 –)
- Andej Šiškin (1960?–)
- Ivan Šiškin (1832 – 1898)
- Iosif Školnik (1883 – 1926)
- Savelij Šlejfer (1881 – 1943)
- Eduard Štejnberg (1937 – 2012)
- Nadežda Štejnmiller (1915 – 1991)
- Viktor Štember(g) (1863 – 1921)
- David Šterenberg (1881 – 1948)
- Vasilij Šuhajev (1887 – 1973)
- Nikolaj Šulpinov (1885 – 1921)
- Pjotr Šumkin (1935 –)

## T
- A. A. Tadikin
- Ivan Tarhanov (1780 – 1848)
- Nikolaj Tarhov (1871 – 1930)
- Aleksandr Tatarenko (1925 – 2000)
- German Tatatrinov (1925 – 2006)
- Vladimir Tatlin (1895 – 1956)
- Konstantin Tereškovič (1902 – 1978) (rusko-francoski)
- Nikolaj Terpsihorov (1890 – 1960)
- Viktor Teterin (1922 – 1991)
- Vitalij Tihov (1876 – 1939)
- Nikolaj Timkov (1912 – 1993)
- Aleksej Tiranov (1808 – 1859)
- Vitalij Tjulenjev (1937 – 1998)
- Leonid Tkačenko (1927 – 2020)
- Mihajlo Tkačenko (1860 – 1916)  (Ukrajina)
- Mihail Tkačov (1912 – 2008)
- Sergej & Aleksej Tkačov (*1922-? /*1925-?)
- Nina Tokhtaman Valetova (*1958)
- Tatjana Lvovna Tolsta(ja) (1864 – 1950)
- Fjodor Tolstoj (1783 – 1873)
- Jekaterina F. Junge (Tolstaja) (1843 – 1913)
- Stefano Torelli (1712 – 1784) (italijansko-nemško-ruski)
- Aleksej Trankovski (19./20. stol.)
- Anatolij Treskin (1905 – 1986)
- Vasilij Tropinin (1776 – 1857)
- Mihail Trufanov (1921 – 1988)
- Ivan Truš (1869 – 1941) (Ukrajinec)
- Konstantin Trutovski (1826 – 1893)
- Jurij Tulin (1921 – 1988)
- Leonard Turžanski (1885 – 1945)

## U
- Nadežda Udaljcova (1885 – 1961)
- Boris Ugarov (1922 – 1991)
- Grigorij Ivanovič Ugrjumov (1764 – 1823)
- Jevgenij Uhnaljov (1931 – 2015)
- Vladimir Umansky (*1948)
- Simon (Pimen) Ušakov (1626 – 1686)
- Pjotr Utkin (1877 – 1934)

## V
- Aleksander Varnek (1782 – 1843)
- Aleksej Vasiljev (1907 – 1975)
- Fjodor Vasiljev (1850 – 1873)
- Konstantin Vasiljev (1942 – 1976)
- Mihail Vasiljev (1830 – 1900)
- Oleg Vasiljev (1931 – 2013) (rusko - ameriški)
- Sergej Vasilkovski (Serhij Vasilkivski) (1854 – 1917)
- Andrej Vasnecov (1924 – 2009)
- Apolinarij Vasnecov (1856 – 1933)
- Viktor Vasnecov (1848 – 1926)
- Vasilij Vatagin (1884 – 1969)
- Valerij Vatenin (1933 – 1977)
- Abram Veksler (1905 – 1974)
- Georgij Verejski (1886 – 1962) (grafik)
- Orest Verejski (1915 – 1993) (grafik)
- Aleksej (Gavrilovič) Venecianov (1780 – 1847)
- Pjotr Petrovič Vereščagin (1834/36 – 1886)
- Vasilij Petrovič Vereščagin (1835 – 1909)
- Vasilij Vasiljevič Vereščagin (1842 – 1904)
- Nikolaj Verhoturov
- G. Verhovsky ?
- Aleksandra Vertinskaja (*1969)
- Igor Veselkin (1915 – 1997)
- Nina Veselova (1922 – 1960)
- Aleksandr Vesnin (1883 – 1959)
- Sergej Vinogradov (1869 – 1938)
- Ivan Višnjakov (1699 – 1761)
- Konstantin Vjalov
- Marina Vjazova
- Ivan Vladimirov (1869/70 – 1947)
- Lika Volček
- Vladimir Volegov (*1957)
- Jefim Volkov (1844 – 1920) (krajinar)
- Sergej Volkov (1955 – 1994)? (ali *1957?)
- Evgen(ij) Vsevolodovič Volobujev (1912 – 2002) (Ukrajina)
- Maksimiljan Vološin (1877 – 1932)
- Maksim Vorobjov  (1787 – 1855)
- Sokrat Vorobjov (1817 – 1888)
- Valentin Vorobjov (*1937)
- Natan Voronov (1916 – 1978) (Belorus)
- Sergej Vorošilov (1865 – 1911)
- Rostislav Vovkuševski (1917 – 2000)
- Dimitrij Vrubelj (1960 – 2022)
- Mihail Vrubelj (1856 – 1910)

## W
- Vladimir Weisberg (1924 – 1985)
- Marianne von Werefkin (1860 – 1938)
- Bogdan Willewalde (1819 – 1903)
- Peter Williams (1902 – 1947)

## Z
- Vjačeslav Zagonek (1919 – 1994)
- Ruben Zaharjan (1901 – 1992)
- Pjotr Zaharov - Čečenec (1816 – 1846)
- Sergej Zaharov (1900 – 1993)
- Vadim Zaharov (1959 –)
- Aleksandr Zajcev (1903 – 1982)
- Pavel Zalcman (1912 – 1985)
- Ilja Zankovski (1832 – 1919)
- O. M. Zardarjan
- Viktor Zarecki (1925 – 1990) (Ukrajina)
- Sergej Zarjanko (1818 – 1870)
- Anatolij Zaslavski (1939 –)
- Eduard Zelenin (1938 – 2002)
- Aron Zinštejn (1947 –)
- Jurij Zlotnikov (1930 – 2016)
- Karp Zolotarjov (zadnja četrtina 17. stoletja)
- Vladislav Zubarjev (1937 – 2013)
- Aleksej Zubov (1682 – 1750~) (graver)
- Fjodor Zubov (1615 – 1689)
- Anatolij Zverev (1931 – 1986)
- Konstantin Zvezdočotov (1958 –)

## Ž
- Jurij Žarkih (Youri Jarkikh/Jarki) (*1938)
- Vladimir Ždanov (1902 – 1964)
- Vladimir Ivanovič Žedrinski (1899 – 1974)
- Dmitrij Žilinski (1927 – 2015)
- Andrej Žilov
- Stanislav Žukovski (1873 – 1944)